# Pulchri Studio
Pulchri Studio (en llatí, literalment: "Per l'estudi de la bellesa") és una important institució d'artistes i estudi de l'art amb seu a La Haia, als Països Baixos. Es va fundar inicialment el 1847 a casa del pintor Lambertus Hardenberg, amb l'ajut de Johan Hendrik Weissenbruch, Jan Weissenbruch, Willem Roelofs, Jan Frederik van Deventer, Willem Antonie van Deventer, Jacob Jan van der Maaten i F.H. Michael. Bart van Hove en va esdevenir el primer president.

## Història
Un creixent descontentament entre els joves artistes de la Haia sobre l'aparent insuficiència d'oportunitats de capacitació i desenvolupament va ser la raó per la qual s'establí Pulchri Studio: es tractava de donar sortida als intel·lectuals de l'art, de modelar el seu treball, i d'intercanviar idees i opinions.
El creixent nombre de membres feu que els organitzadors ampliessin la seu de manera gradual i el 1901 es va traslladar a l'edifici actual al Lange Voorhout. El 2004, algunes obres de Pulchri Studio van ser robades, i es van recuperar posteriorment el 2007.

## Membres
Alguns dels seus primers membres destacats varen ser Louis Apol, 
Gerard Bilders, 
Bernard Blommers, 
Johannes Bosboom, 
George Hendrik Breitner, 
Johannes Josephus Destrée, 
Paul Gabriël, 
Bartholomeus van Hove, 
Jozef Israëls, 
Jan Diederikus Kruseman, 
Jacob Maris, 
Willem Maris, 
Anton Mauve, 
Hendrik Willem Mesdag, 
Taco Mesdag, 
Sina van Houten, 
Anthon van Rappard, 
Willem Roelofs, 
Julius van de Sande Bakhuyzen, 
Andreas Schelfhout, 
Hendrik Jacobus Scholten, 
Pieter Stortenbeker, 
Jan Weissenbruch, i Johan Hendrik Weissenbruch.
Alguns membres destacats més recents del segle XX:
| - Johannes Evert Hendrik Akkeringa - Kees Andrea - Lizzy Ansingh - Floris Arntzenius - Marius Bauer - Hermanus Berserik - Theo Bitter - Loek Bos - Dirk Bus - Paul Citroen - Ko Cossaar - Jaroslawa Dankowa - Nelly van Doesburg - Marianne Dommisse - Thaddeus van Eijsden - Theodoor van Erp - J.P.J. Franken Pzn. - Lotti van der Gaag | - Marijke Gémessy - Arnold Marc Gorter - Gerard Gratama - Han van Hagen - Cornelia van der Hart - Theo ten Have - Hendrik Haverman - Gerke Henkes - Jozef van der Horst - Vilmos Huszár - Aart van den IJssel - Johan Antoni de Jonge - Harm Kamerlingh Onnes - Toon Kelder - Johan Philip Koelman - Simon Koene - Willem van Konijnenburg - Han Krug | - George Lampe - Titus Leeser - Ronald T. Lindgreen - Hubert van Lith - Kees Maks - Thijs Mauve - Fokko Mees - Herman Mees - Willem Minderman - Jan Naezer - Theo van der Nahmer - W.O.J. Nieuwenkamp - Arend Odé - Frans Oerder - Piet Ouborg - Cornelis Peters - Louis Raemaekers - Ria Rettich | - Annie de Reuver - Willem Cornelis Rip - Coba Ritsema - Jan Roëde - Hendrikus Elias Roodenburg - Bram Roth - Lique Schoot - Martin Sjardijn - Jan Sluijters - Willy Sluiter - Frans Smissaert - Albert Termote - Willem Bastiaan Tholen - Jan Tiele - Cornelis Vreedenburgh - Toon Wegner - Co Westerik - Willem de Zwart |